# Valdellora
Valdellora è un quartiere della Spezia.

## Origine del nome
Il suo nome trae origine da un piccolo corso d'acqua, l’Ora, che aveva nel tempo creato una piccola vallata tra le propaggini dei colli che circondano la città. Questo piccolo torrente, anche se ora non è più visibile in quanto è stato tombato, continua a scorrere sotto terra presso l'attuale Via Luigi Galvani e Via Alessandro Volta, passando poi sotto il tunnel in direzione dell'Ospedale Sant'Andrea, e giungendo infine in mare. Il nome quindi è “val(le) dell’Ora” che contratto è diventato Valdellora.

## Posizione geografica
Valdellora è un quartiere periferico della Spezia situato tra le colline che separano la parte della Spezia storica dalla parte moderna e la ferrovia. Valdellora confina, oltre la stazione, con i quartieri di Porta Rocca, Mazzetta e Antoniana. Un tempo Valdellora era considerata, come i quartieri di Migliarina e il Canaletto una frazione a parte; oggi tuttavia è inglobata nella città.

## Storia
Il quartiere era originariamente un aggregato di poderi e case. Era considerata Valdellora tutta l'area compresa tra il Colle dei Cappuccini ad ovest e la collina di San Cipriano a est, e delimitata dal mare a sud. Nel XIX secolo vennero sbancate parti delle colline di Valdellora per realizzare il tratto ferroviario Ferrovia Genova-Pisa. Fu in tale impianto che scese Garibaldi nella notte tra il 4 e il 5 novembre del 1867, prigioniero dopo le vicende di Mentana. Il 24 ottobre 1874 venne inaugurata la stazione destinata a scalo passeggeri con la denominazione "La Spezia Valdellora". Con l'apertura nel 1887 della stazione La Spezia Centrale l'impianto sito a Valdellora fu convertito a scalo merci. L'offerta di lavoro comportò una migrazione nel quartiere che crebbe sviluppandosi in prossimità di via Alessandro Volta e via Valdellora. Nel 1899 vi venne costruita la prima officina elettrica per l'illuminazione pubblica, nello stesso luogo in cui nel 1867 fu poi costruita l'officina del gas, oggi sede ACAM. Tra il 1904 e il 1908 venne eretto, sulla collina di San Cipriano, l'ospedale di Sant'Andrea in sostituzione di quello già presente nel centro storico, nell'attuale Museo Lia. Nel corso del XX secolo, con la progressiva crescita demografica della città, Valdellora subì una notevole espansione tra le colline. Ciò è avvenuto in particolare nel periodo intercorso tra la fine della seconda guerra mondiale e il 2010 circa, dopodiché l'ultimo Piano Urbanistico Comunale ha previsto la fine di qualsiasi altra espansione edilizia al fine di preservare la campagna e i boschi circostanti ancora esistenti. Oggi viene chiamata Valdellora solo la zona compresa tra le mura della ferrovia e le colline, escludendo la zona antistante in cui è sito l'ospedale e l'ex officina del gas poiché si trova inglobata nella città.

## Monumenti e luoghi d'interesse

### Architetture religiose
La Parrocchia di Valdellora fu istituita nei primi anni del 1950 e fu dedicata a Maria Goretti, la bambina martire della purezza, poco tempo dopo la sua beatificazione; prima di allora il quartiere dipendeva spiritualmente dalla Parrocchia dei Santi Giovanni ed Agostino. La Chiesa, la prima ad essere intitolata alla Santa in Italia, era all'inizio poco più di una cappella ed era situata in un edificio civile, abitazione sopra una collinetta ad est del quartiere, venendo in un primo tempo affidata all'opera missionaria dei Padri Gesuiti. Il primo parroco fu Padre Clemente Cavarsa S.J. Nel 1957 fu nominato parroco il ventisettenne Don Bruno Vincenzi, instancabile animatore della comunità parrocchiale, soprattutto dei ragazzi e dei giovani e si rese presto conto che la chiesetta sulla collina era diventata insufficiente per il quartiere in continua espansione demografica. Quando venne a conoscenza che il Comune della Spezia era intenzionato a trasferire altrove il deposito dei rifiuti urbani dislocato in un capannone lungo la via Valdellora, Don Bruno si adoperò per averlo in cessione e, acquistatolo, lo trasformò nella chiesa attuale dotata oltre che dello spazio, sufficientemente ampio per la liturgia, di un vasto salone parrocchiale e di alcune aule per il catechismo e le opere parrocchiali. Nel 1970 Don Vincenzi volle partire missionario nel Burundi e fu allora sostituito da Don Giancarlo Canessa che resse la parrocchia fino al 2006. Attualmente l'amministratore parrocchiale è il Cappellano militare Mons. Amm. Valerio Tanchio." Domenica 23 marzo 2014 la chiesa è stata riaperta al pubblico, dopo essere stata chiusa per il restauro, con il nuovo altare consacrato dal vescovo mons. Luigi Ernesto Palletti.

### Architetture civili
L'Archivio di Stato del Comune della Spezia ha sede a Valdellora, in Via Luigi Galvani, 21.